# Astragalus baerlukensis
Astragalus baerlukensis es una especie de planta del género Astragalus, de la familia de las leguminosas, orden Fabales.
Fue descrita científicamente por L. R. Xu, Zhao Y. Chang & Xiao L. Liu.